# Анетт Дитрт
Ане́тт Дитрт, також Ди́тртова (нім. Annette Dytrt, чеськ. Annette Dytrtová; *7 вересня 1983, Ландсгут, Німеччина) — німецька і чеська фігуристка, що виступає у жіночому одиночному фігурному катанні (до 1999 року на офіційних змаганнях за Чехію, надалі — за Німеччину), представляє німецький армійський спортивний клуб. П'ятиразова чемпіонка Німеччини з фігурного катання, чемпіонка Чехії з фігурного катання (1999), переможиця відкритої першості з фігурного катання Франції (2003), неодноразова учасниця чемпіонатів світу (найвище досягнення — 12-те місце в 2008 році), Європи (найкращий результат — 7-ма 2009 року) та інших міжнародних змагань з фігурного катання.

## Кар'єра
Аннетт Дитртова народилась у ФРН в родині чеських іммігрантів. Її старша (на три роки) сестра Вероніка Дитртова також є фігуристкою, що на міжнародному рівні виступає за Німеччину і Чехію.
Не маючи можливості пробитися до Національної збірної Німеччини з фігурного катання для виступів на міжнародному рівні, у сезонах 1998/1999 і 1999/2000, перейшла «під прапор» батьківщини своїх батьків — Чехії. Там вона виступала під своїм справжнім прізвищем — Дитртова. Виграла Чемпіонат Чехії з фігурного катаниня 1999 року і виступила на Чемпіонаті світу з фігурного катання серед юніорів, де стала 18-ю.

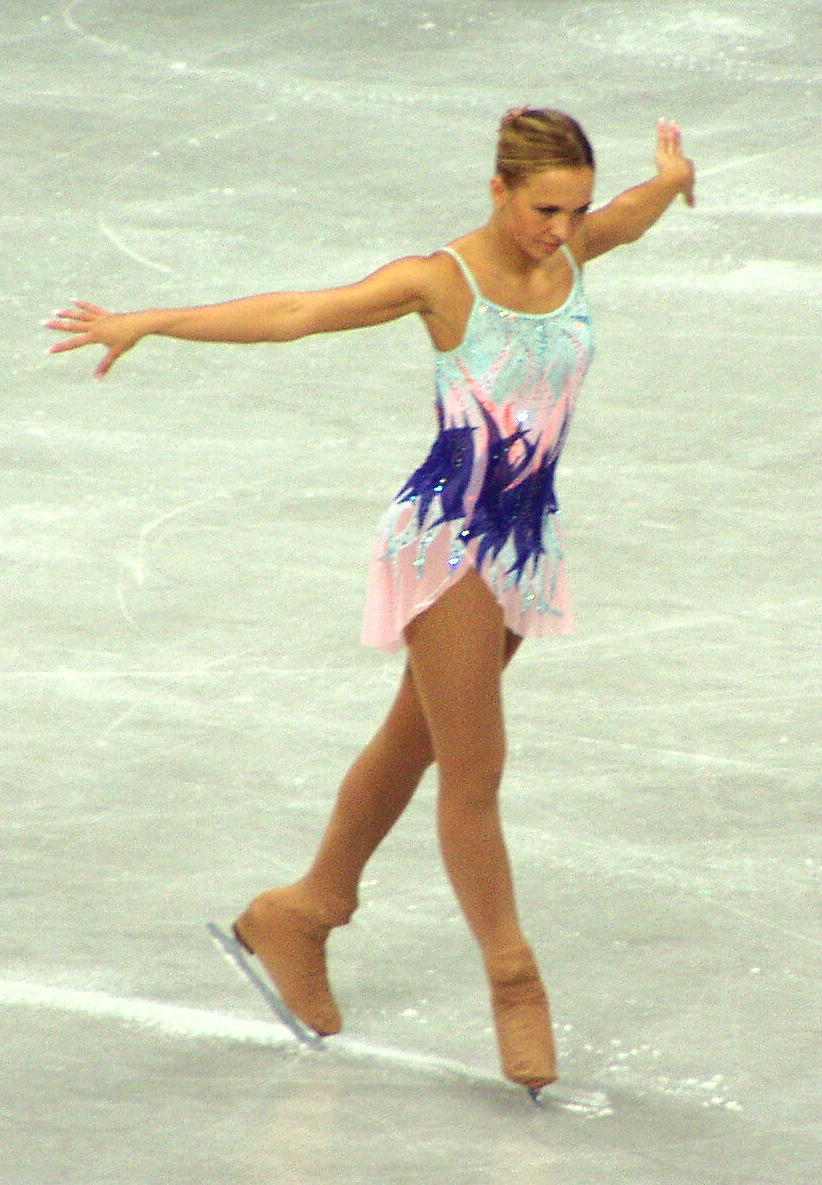
Аннетт Дитрт на Чемпіонаті світу 2004 року в Дортмунді.

Потому, повернувшись до збірної Німеччини, чотири роки поспіль, від 2003 до 2006, ставала переможицею Чемпіонату Німеччини з фігурного катання. Її найкращим результатом на європейських першостях в цей період стало 10-е місце в 2006 році, на світових — 15-позиція у 2005 році.
У 2006 році фігуристка спробувала змінити дисципліну, почавши тренуватися у парі з партнером Норманом Єшке. Однак, Норман вирішив завершити любительську кар'єру після участі в шоу телеканалу ProSieben «Dancing on Ice» (німецький аналог міжнародного телешоу «Зірки на льоду»), відтак у парі з Анетт на міжнародному рівні так ніколи і не виступив. А. Дитрт теж брала участь у телешоу, проте на відміну від свого, тепер уже колишнього партнера, вирішила повернутися на любительський лід в одиночному катанні.
У 2008 році А. Дитр зайняла лише 3-є місце, однак, оскільки фігуристки, які її випередили (Сара Хекен та Ізабель Дрешер) не могли брати участь у Чемпіонатах світу і Європи з фігурного катання через вік, на турніри поїхала Дитрт, де на обох першостях посіла відносно високу 12-ту позицію.
У сезоні 2008/2009 років Аннетт повернула собі титул національної чемпіонки. Раніше, вона стала бронзовим призером Меморіалу Карла Шефера в Австрії і взяла участь у серії Гран-прі, де посіла 10-те місце на 2 етапах — Skate America і NHK Trophy. На Чемпіонаті Європи з фігурного катання 2009 року Дитрт стала 7-ю (дотепер найвище досягнення), а от на ЧС з фігурного катання 2009 року в Лос-Анджелесі виступила не вельми вдало — посіла 18-те місце, притому здобувши на цьому турнірі олімпійську ліцензію для участі на XXI Зимовій Олімпіаді (Ванкувер, 2010).

## Спортивні досягнення

### За Німеччину

#### Після 2003 року
| Змагання/Сезон                           | 2003/2004 | 2004/2005 | 2005/2006 | 2007/2008 | 2008/2009 | 2009/2010 |
| ---------------------------------------- | --------- | --------- | --------- | --------- | --------- | --------- |
| Чемпіонати світу з фігурного катання     | 21        | 15        | 24        | 12        | 18        |           |
| Чемпіонати Європи з фігурного катання    | 11        | 12        | 10        | 12        | 7         |           |
| Чемпіонати Німеччини з фігурного катання | 1         | 1         | 1         | 3         | 1         |           |
| Етапи Гран-прі: NHK Trophy               |           |           | 8         |           | 10        |           |
| Етапи Гран-прі: Skate America            |           |           |           |           | 10        |           |
| Етапи Гран-прі: Trophee Eric Bompard     | 7         | 6         | 7         |           |           |           |
| Етапи Гран-прі: Cup of Russia            |           | 5         |           |           |           |           |
| Nebelhorn Trophy                         |           |           | 8         | 4         | 8         |           |
| Меморіал Карла Шефера                    |           |           |           |           | 3         |           |
| Finlandia Trophy                         | 7         | 12        |           | 10        |           |           |
| Золотий ковазан Загреба                  |           |           |           | 6         |           |           |

- Дитрт не брала участі в змаганнях сезону 2006/2007 років.

#### До 2003 року
| Змагання/Сезон                          | 1996—1997 | 1997—1998 | 2000—2001 | 2001—2002 | 2002—2003 |
| --------------------------------------- | --------- | --------- | --------- | --------- | --------- |
| Чемпіонати Європи з фігурного катання   |           |           |           |           | 21        |
| Чемпіонат Німеччини з фігурного катання | 6         | 4         | 11        | 4         | 1         |
| Етапи Гран-прі: Bofrost Cup on Ice      |           |           |           |           | 11        |
| Finlandia Trophy                        |           |           |           |           | 6         |
| Етапи юніорського Гран-прі, Угорщина    |           | 3         |           |           |           |
| Етапи юніорського Гран-прі, Болгарія    |           | 9         |           |           |           |

### За Чехію
| Змагання/Сезон                       | 1998—1999 | 1999—2000 |
| ------------------------------------ | --------- | --------- |
| Чемпіонати світу з фігурного катання | 18        |           |
| Чемпіонати Чехії з фігурного катання | 1         |           |
| Nebelhorn Trophy                     |           | 17        |
| Меморіал Ондрея Непала               |           | 7         |
| Етапи юніорського Гран-прі, Чехія    |           | 9         |
| Етапи юніорського Гран-прі, Норвегія |           | 10        |
| Етапи юніорського Гран-прі, Франція  | 14        |           |
| Етапи юніорського Гран-прі, Угорщина | 10        |           |
| Кубок Таллінна                       |           | 6         |